# Aci San Filippo
Aci San Filippo is een plaats (frazione) in de Italiaanse gemeente Aci Catena.